# Гафекост
Гафекост (нім. Havekost) — громада в Німеччині, розташована в землі Шлезвіг-Гольштейн. Входить до складу району Герцогство Лауенбург. Складова частина об'єднання громад Шварценбек-Ланд.
Площа — 5,91 км2. Населення становить 188 ос. (станом на 31 грудня 2020).